# Cellule photovoltaïque organique

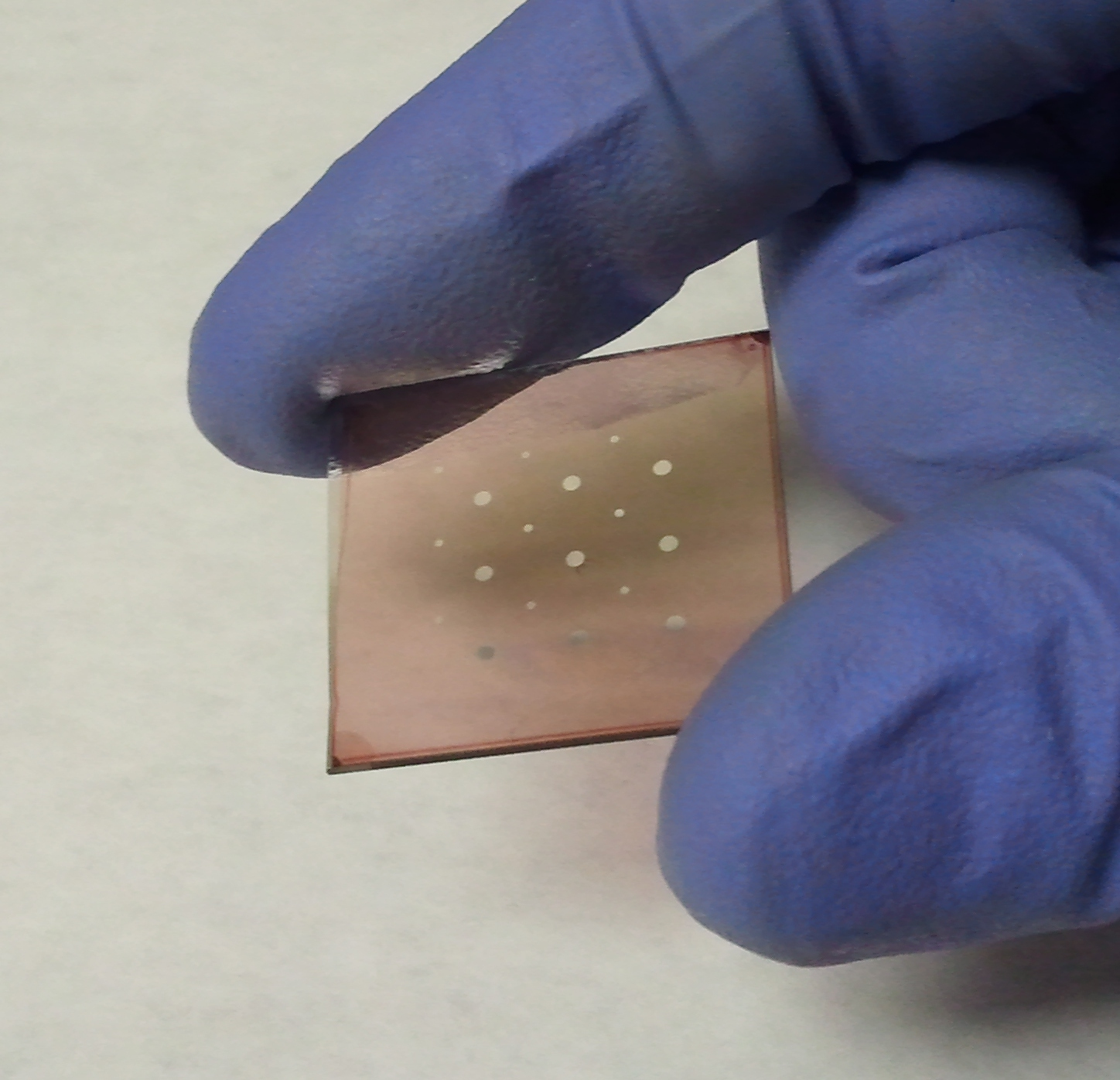
On peut apercevoir les cellules photovoltaïques organiques

Les cellules photovoltaïques organiques sont des cellules photovoltaïques dont au moins la couche active est constituée de molécules organiques.
Leur développement constitue une tentative de réduction du coût de l'électricité photovoltaïque, sans conteste la principale barrière pour cette technologie, mais on espère aussi qu'elles seront plus fines, flexibles, faciles et moins chères à produire, tout en étant résistantes. 

Les cellules photovoltaïques organiques bénéficient en effet du faible coût des semi-conducteurs organiques ainsi que de nombreuses simplifications potentielles dans le processus de fabrication,.

## Typologie
Il en existe principalement de trois types :
1. Les cellules photovoltaïques organiques moléculaires ;
2. Les cellules photovoltaïques organiques à base de polymères ;
3. Les cellules photovoltaïques hybrides.

## Histoire
La première cellule photovoltaïque organique a fait son apparition en 1985 (publiée officiellement en 1986 dans Applied physics letters) et avait un pourcentage d'efficacité d'environ 1 %. Néanmoins, la première percée de cette technologie a eu lieu en 1992 par Sariciftci et al. avec la préparation d'un dispositif composé d'une hétérojonction entre un polymère donneur d'électron et un fullerene accepteur d'électron. Cette technologie a vu sa popularité augmenter en 2006 lorsque Scharber et al. ont établi un modèle empirique établissant que les cellules photovoltaïques organiques avaient le potentiel d'obtenir une efficacité énergétique de 10 %, soit deux fois plus que l'efficacité des dispositifs de l'époque.

## Concepts
On distingue dans les semi conducteurs organiques les polymères ou les molécules, qui se déposent par centrifugation et des matériaux constitués de petites molécules déposées par thermo-évaporation.
Utilisant comme substrat du plastique (PEN, PMMA…), ces cellules offrent la perspective d'une production en continu (roll-to-roll) qui permettrait enfin l'accès à des panneaux solaires à un prix raisonnable.

## Principes de fonctionnement
Tout comme leurs parents inorganiques, les cellules solaires organiques utilisent l'effet photovoltaïque pour transformer l’énergie lumineuse en électricité. L'effet est basé sur les propriétés de matériaux semi-conducteurs. Ces matériaux sont caractérisés par la présence d'une bande interdite dont la largeur délimite le minimum d'énergie nécessaire pour exciter un électron hors de son état fondamental. Cette excitation peut se faire avec de la lumière, où un photon excite un électron qui se trouve dans la bande de valence, laissant ainsi une absence de charge dans cette dernière (cette absence de charge est modélisée par une particule à charge positive appelée « trou »). L'électron excité quitte la bande de valence pour rejoindre la bande de conduction, si le photon possède assez d'énergie. Dans le cas où l'énergie du photon est trop élevée, cette paire électron-trou n'est pas créée. Dans un semi-conducteur inorganique, où on peut facilement contrôler les champs internes avec le dopage, l'électron excité peut alors se déplacer jusqu'aux électrodes, générant ainsi un champ électrique externe.
La situation est plus complexe dans un matériau organique à cause de la faible conductivité électrique, la faible constante diélectrique et la morphologie complexe qui empêchent un dopage contrôlé, et qui diminuent l'écrantage. Ainsi, dans ces matériaux, une charge est généralement confinée à une molécule ou au mieux quelques-unes. Les électrons excités restent ainsi liés aux trous, formant un exciton, et ne peuvent se séparer aux interfaces du dispositifs. L'exciton peut également se recombiner après un certain temps, de façon radiative (en émettant de la lumière) ou non, détruisant ainsi les porteurs de charges.
Pour séparer ces charges, le matériau semi-conducteur est mis en contact avec un second matériau dont l'énergie des bandes de valence et de conduction sont un peu plus basses en énergie que celles du premier. Le second matériau jouera alors le rôle d'accepteur d'électron, alors que le premier jouera le rôle de donneur d'électron. Ce dispositif est appelé hétérojonction de type II. Lorsqu'un exciton arrive à l'interface entre les matériaux, l'électron est transféré à l'accepteur et le trou est transféré au donneur. Les porteurs ainsi séparés doivent se rendre aux interfaces externes pour rejoindre les électrodes du dispositif, sans se recombiner avec d'autres porteurs libres. Ce processus de diffusion et de séparation a lieu à l'échelle du nanomètre, mais certains excitons peuvent voyager sur des distances autour de 10 nm.

## État de l'art
Encore au stade de la recherche expérimentale, le record de rendement avec des cellules solaires en polymère était en 2008 compris entre 4 et 5 % ; En laboratoire, un record mondial de 5,9 % a été atteint en juillet 2008 à l'Institut de photovoltaïque appliquée de l'université technique de Dresde.
Le développement d'une nouvelle génération de polymères semi-conducteur (copolymères) à la fin des années 2000 dans différents laboratoires institutionnels et privés a permis un bond dans les rendements passant de valeurs avoisinant les 5 % à des rendements supérieurs à 7 %. Ces nouveaux systèmes n'étant pas encore parfaitement optimisés, de nouveau records sont régulièrement atteints. Ainsi le groupe Mitsubishi Chemical Corporation a successivement atteint, à partir de 2011, les rendements de 8,5 %, 9,2 %, 10,0 % puis 10,7 % qui constitue à ce jour (mai 2013) l'état de l'art,. Ce cap des 10 % n'est pas que symbolique puisqu'il confère pour la première fois aux cellules solaires organiques un rendement comparable à celui de technologies concurrentes telles que les cellules à base de silicium amorphe ou nanocristallin.
À noter cependant que ces rendements sont obtenus sur de relativement petites surfaces (1 cm2), le record pour des surfaces plus proches de l'application n'étant en mai 2013 que de 6,8 %. Qui plus est la stabilité de ces composés organiques en conditions réelles (c'est-à-dire soumis à l'humidité, l'oxygène et le rayonnement ultraviolet) requiert encore de profondes améliorations.
Néanmoins des compagnies telles que Konarka (en) ou Heliatek (en) spécialisées dans le développement et la commercialisation de produits à base de cellules solaires organiques existent déjà. Cependant, Konarka a fait faillite en 2012. Il est ainsi possible de se procurer des panneaux solaires organiques pour recharger des appareils portables (ou sacs à main recouverts de panneaux solaires, l'un des avantages de ces matériaux étant en effet leur flexibilité),.
Les représentants du projet européen FabriGen ont présenté fin mai 2014 le prototype d'un module photovoltaïque organique de 6 m de long pour 50 cm de large ; ce projet vise la production de modules organiques sur tissu, à la fois souples, bon marché et légers. Le projet a pour objectifs d'atteindre un rendement de module de plus de 7 % pour un prix de moins d'un euro par watt-crête et un prix de l'électricité produite inférieur à 100 €/MWh sur une durée de vie de vingt ans. Le projet FabriGen regroupe sept partenaires issus de quatre pays européens.
ArtESun, le projet d’un consortium européen d’entreprises et d’instituts de recherches sous la coordination de l’institut de recherche finlandais VTT a présenté des cellules d'un rendement supérieur à 15 %

## Difficultés
Les dispositifs organiques présentent plusieurs difficultés supplémentaires par rapport à leurs équivalents inorganiques. Tout d'abord, avant une possible commercialisation, des avancées concernant l'efficacité et l'encapsulation doivent encore être réalisées. En effet, l'oxygène, très électronégatif, réagit avec les électrons en excès et modifie les propriétés physico-chimiques du polymère.
Plusieurs pertes énergétiques ont également lieu dans le processus de séparation de charges. Une différence d'environ 0,3 eV est nécessaire entre les orbitales de valence des composantes de l'hétérojonction pour assurer une séparation de charges efficace. Ceci est dû spécialement à la faible constante diélectrique des matériaux organiques, ce qui diminue l'écrantage des porteurs de charges qui restent alors liés entre eux.
Un autre facteur de perte énergétique est situé lors du transport des charges électriques aux électrodes du dispositif. Une autre perte d'environ 0,3 eV a lieu à cet endroit. La perte est attribuée à la dynamique électronique des états de transfert de charge, dans lesquels les porteurs sont toujours liés à grande distance, mais ce phénomène de perte en particulier reste encore mal compris.
La morphologie est également un facteur limitant important des cellules solaires organiques. Le contrôle de la morphologie sur ces dispositifs est difficile puisqu'elle dépend de facteurs complexes tels la température et les groupements fonctionnels du polymère. Un dispositif efficace a besoin de maximiser la surface de contact entre le polymère donneur et le fullerène accepteur tout en offrant un contact direct entre les matériaux et les électrodes. Une meilleure morphologie contribuerait à augmenter l'efficacité quantique externe du dispositif, le ratio du nombre d'électrons produits par nombre de photons incidents, qui plafonne généralement à 65 %. Une meilleure absorption solaire contribuerait également à augmenter l'efficacité quantique. La largeur de bande interdite idéale pour un polymère donneur devrait se situer entre 1,1 et 1,4 eV, une zone difficile à atteindre puisque les largeurs de bandes typiques des matériaux organiques sont beaucoup plus élevées.

## Recherche
Nanotechnologies : En laboratoire, des cellules solaires hybrides ont gagné 2 % de rendement grâce à un dopage, dopant une couche de polymères organiques par des nanoparticules inorganiques, via un traitement spécial de surface fait par dépôt de nanoparticules en exploitant des boîtes quantiques de séléniure de cadmium (méthode brevetée),.